# Muisca
Muisca, Muyscas eller Chibcha, är ett sydamerikansk urfolk, till vilket i vidsträcktare omfattning hör en del av befolkningen i Colombia på Bogotas och Tunjas högslätt, från övre Zulia i norr till Pasto i söder, från Rio Atratos källor i väster till trakten av Bogota i öster. Deras språk, chibcha, var det härskande inom muisca ("människor"). De levde i ordnade samhällen, hade ett primitivt jordbruk och en viss kultur; så till exempel finns av dem förfärdigade guldskulpturer. Deras gamla språk är känt genom flera forskare, i första rummet E. Uricochea (ordbok, 1871).
Muiscas nuvarande ättlingar bor i departementen Cundinamarca, Boyacá och en del av Santander. En liten del av dess befolkning är organiserad i form av urfolksråd i staden Tunja och i urbanisationer i distriktet Bogotá såsom Suba , Bosa, Usme, Fontibón och Engativá, förutom angränsande kommuner som Chía, Cota, Mosquera och Sesquilé. En stor del av den nuvarande befolkningen i Cordillera Oriental i Colombia är mestiser mellan muiscas och andra grupper, främst spanska.

## Historiska källor
Muiscas utvecklade inget skriftspråk, vilket påverkat bevarandet av deras kultur över tid, så primära källor till historisk kunskap om muiscas är för det första skrifterna från krönikörerna som tog hand om av Nya Granada under 1500- och 1600-talen; för det andra forskares och andra författares skrifter under 1700- och 1800-talen; för det tredje de officiella arkiven från erövringen och kolonin, såsom dopböcker, vigselbevis, dödsattester, testamenten med mera och slutligen de verk som producerats av muiscas ättlingar eller av forskare i direkt kontakt med muiscas under 1900- och 2000-talen. Utan de uppteckningar som gjordes av de spanska krönikörerna, som anlände under erövringen och stora delar av kolonialtiden, skulle kunskapen om samhället och kulturen hos muiscas var mycket begränsad.